# Mareca
Mareca é um género de aves anseriformes pertencentes à família dos Anatídeos. As suas 5 espécies extantes habitam em ambientes aquáticos de ambos os hemisférios e são  comummente designados marrecos .

## Taxonomia
O nome genérico, Mareca, foi cunhado pelo biólogo inglês James Francis Stephens em 1824, por alusão à palavra portuguesa «Marreco», comummente utilizada para designar espécies de patos de porte pequeno.
Historia taxonómica
Durante décadas as espécies deste género foram inseridas no género Anas. A alteração de género de Anas para Mareca decorre por virtude das recomendações emitidas pelo IOC, que determinou, com base em estudos publicados em 2009 que o género Anas não era monofilético, pelo que foi dividido em 4 géneros monofiléticos, dentre os quais se conta o género Mareca, onde se inseriram 5 espécies extantes. 
Subdivisões
O género Mareca abarca  6 espécies, sendo que uma delas está extinta:
- Mareca americana (Gmelin, 1789) - piadeira americana;[8]
- Mareca falcata (Georgi 1775) - pato-falcado;[8]
- Mareca marecula † (Olson y Jouventin, 1996) - pato-de-amesterdão;[8]
- Mareca penelope (Linnaeus, 1758) - piadeira-comum;[8]
- Mareca sibilatrix (Poeppig, 1829) - marreca-oveira;[8]
- Mareca strepera (Linnaeus, 1758) - frisada.[8]